# Kumpolje
Kumpolje este o localitate din comuna Litija, Slovenia, cu o populație de 12 locuitori.